# Pierre-Joseph Mongellaz
Pierre-Joseph Mongellaz, italianizzato in Pietro Giuseppe Mongellaz (Flumet, 1795 – Reignier-Ésery, 9 marzo 1860), è stato un politico francese.

## Biografia
Fu Deputato del Regno di Sardegna per cinque legislature, eletto nel collegio di Annemasse.